# Marengo (paard)

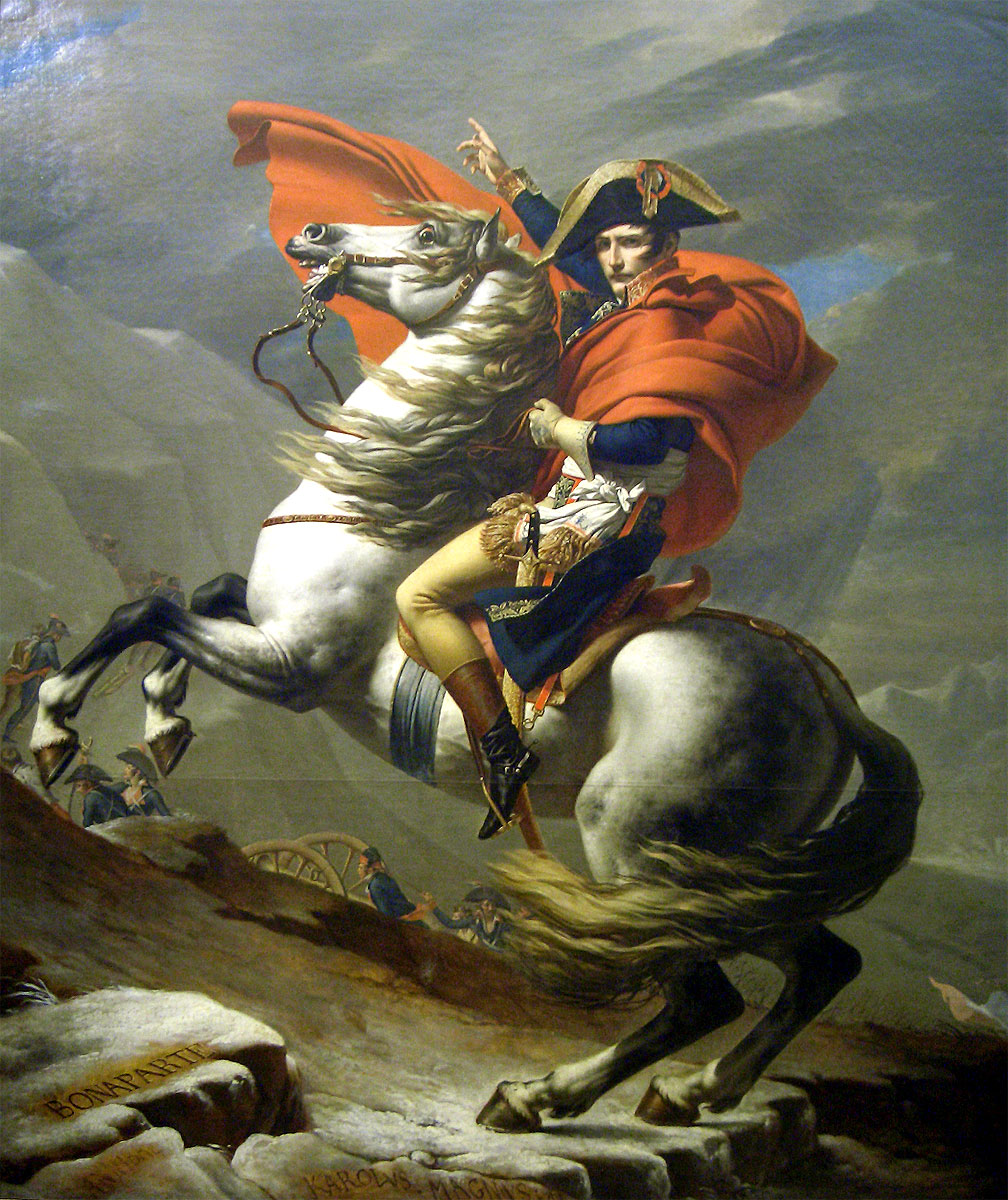
Op dit schilderij van David steekt Napoleon in 1800 de Grote Sint-Bernhardpas over. Het afgebeelde paard is waarschijnlijk Marengo. In werkelijkheid stak Napoleon de pas over op de rug van een ezel.

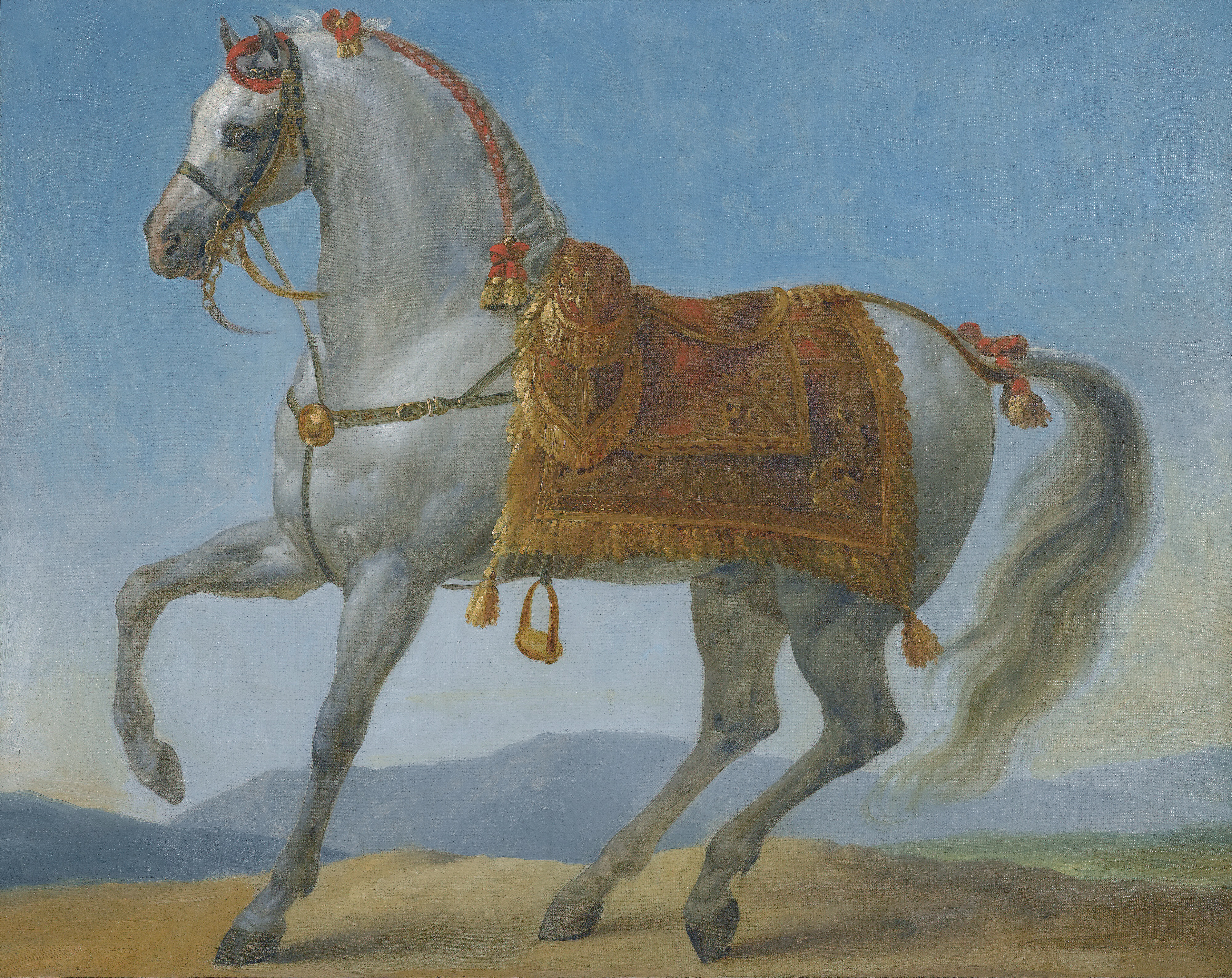
Portret van Marengo door baron Gros

Marengo was een paard van Napoleon Bonaparte. Het was een grijswitte Arabier en stond bekend als zeer moedig en betrouwbaar. Marengo was maar ongeveer 1,4 meter hoog, wat Napoleon, met een lichaamslengte van 1,68 meter, goed uitkwam. Volgens de overlevering was Marengo het lievelingspaard van Napoleon, die meer dan 80 paarden in zijn bezit had.
Marengo kwam waarschijnlijk in Napoleons bezit in 1797, tijdens zijn expeditie naar Egypte. Het paard werd vernoemd naar de Slag bij Marengo (1800) waarin het paard, toen op zesjarige leeftijd, door Napoleon bereden werd. De keizer reed ook op Marengo tijdens de Slag bij Austerlitz, de Slag bij Jena, de Slag bij Wagram en de Slag bij Waterloo. Napoleon gebruikte het paard ook regelmatig om te galopperen van Valladolid naar Burgos in Spanje, een afstand van ca. 130 kilometer die Marengo in vijf uur kon afleggen. Het paard raakte acht keer gewond tijdens veldslagen.
Na Napoleons nederlaag in de Slag bij Waterloo in 1815 werd het paard buitgemaakt door een Britse officier en verkocht aan luitenant-generaal Angerstein van de Grenadier Guards, die zonder succes probeerde om Marengo als fokpaard te gebruiken. Na Marengo's dood in 1831 op de hoge leeftijd van 38 werd zijn skelet, minus twee hoeven, tentoongesteld in  het National Army Museum in Londen, waar het vandaag de dag nog steeds staat. Een van de ontbrekende hoeven werd door Angerstein cadeau gedaan als snuifdoos aan de officieren van de Grenadier Guards en stond 150 jaar lang in de officiersclub in St. James' Palace. De andere hoef is verloren gegaan.
Historici hebben in twijfel getrokken of Marengo wel echt bestaan heeft. Volgens Jill Hamilton bijvoorbeeld is er geen enkele vermelding van het paard gevonden in de archieven van Napoleons stallen of in andere Franse archieven. Het is mogelijk dat Marengo een bijnaam was die Napoleon gaf aan een ander lievelingspaard, Ali geheten.